# (1918) Aiguillon
(1918) Aiguillon es un asteroide perteneciente al cinturón de asteroides descubierto por Guy Soulié desde el observatorio de Burdeos, Francia, el 19 de octubre de 1968.

## Designación y nombre
Aiguillon fue designado al principio como 1968 UA.
Posteriormente se nombró por la localidad francesa de Aiguillon.

## Características orbitales
Aiguillon está situado a una distancia media de 3,192 ua del Sol, pudiendo alejarse hasta 3,6 ua y acercarse hasta 2,785 ua. Su inclinación orbital es 9,183° y la excentricidad 0,1276. Emplea en completar una órbita alrededor del Sol 2083 días.